# بنو أبي رافع
بَنوُ أَبِي رَافِعٍ أو آل أبي رافع هي أسرة حجازية أصلها من القبط ومن أوائل الأسر التي أعتنق أفرادها الإسلام ، ويُشار إليهم دائماً بأنهم من فضلاء أهل المدينة، ومن أبرز الموالين للعلويين ، وتعتبر أسرة آل أبي رافع من أرفع الأسر لدي كل من السنة والشيعة.

## النسب
مؤسس هذه الأسرة هو الصحابي أبو رافع القبطي مولى رسول الله أصله من قبط مصر وكان إسلامه بمكة فلمّا كان بعد بدرٍ هاجر أبو رافع إلى المدينة، وأقام مع رسول الله، وشهد أبو رافع أحدًا، والخندق ، ومعظم غزوات النبي صلي الله عليه وسلم ، وشهد فتح مصر.
جاء في أسد الغابة: «وهو قبطي، كان للعباس فوهبه للنبي صَلَّى الله عليه وسلم وقيل: كان مولى لسعيد ابن العاص فورثه بنوه، وهم ثمانية، فأعتقوه كلهم إلا خالدًا؛ فإنه تمسك بنصيبه منه، فكلمه رسول الله صَلَّى الله عليه وسلم ليعتق نصيبه، أو يبيعه، أو يهبه منه، فلم يفعل، ثم وهبه رسول الله فأعتقه، وقيل: أعتق منهم ثلاثة، فأتى أبو رافع رسول الله صَلَّى الله عليه وسلم يستعينه على من لم يعتق، فكلمهم فيه رسول الله، فوهبوه له، فأعتقه. وهذا اختلاف، والصحيح: أنه كان للعباس عم النبي صَلَّى الله عليه وسلم فوهبه للنبي فأعتقه، فكان أبو رافع يقول: "أنا مولى رسول الله"، وبقي عقبه أشراف المدينة».

## سيرتهم
أنحدر من صلب أبو رافع العديد من الرجال البارزين في تاريخ الإسلام كان من أبرزهم ولده عبيد الله بن أبي رافع، وهو من التابعين، وكاتب خليفة المسلمين علي بن أبي طالب كما شهد مع أمير المؤمنين علي موقعة الجمل والصفين والنهروان.وقد يكون هو أوّل من ألّف كتاباً في الرجال في تاريخ الإسلام ،وكان أيضا أخاه علي بن أبي رافع أحد التابعين ، وشارك في كل من وقعة الجمل والصفين والنهروان ، يعده الشيعة أنه أول من قام بتأليف كتاب فقهي في الإسلام.
استقر بعض أفراد هذه الأسرة في الأندلس لاحقاً، وخرج منهم فقهاء زهاد، أسهموا في نشر الإسلام في شبه الجزيرة الأيبيرية.